# Emiminatórias da Copa do Mundo de Futebol Feminino de 2007
As eliminatórias para a Copa do Mundo de Futebol Feminino de 2007 definiram 15 países que foram à China, a anfitriã do torneio. A UEFA teve cinco vagas, a AFC três vagas e meia contando com a China, a CONCACAF terá duas vagas e meia, a CONMEBOL e a CAF terão duas vagas cada, e a OFC terá uma única vaga. Será jogado um play-off entre os terceiros colocado da AFC e da CONCACAF.
Os seguintes times estão classificados:
| África (CAF) - Nigéria - Gana Ásia (AFC) - China (anfitriã - classificada automaticamente) - Austrália - Coreia do Norte América do Norte, Central e Caribe (CONCACAF) - Canadá - Estados Unidos | Europa (UEFA) - Noruega - Suécia - Alemanha - Dinamarca - Inglaterra Oceania (OFC) - Nova Zelândia América do Sul (CONMEBOL) - Argentina - Brasil |